# 1977 w muzyce
Wydarzenia muzyczne w 1977 roku.

## Wydarzenia
- 16 września – w wypadku samochodowym zginął założyciel zespołu T. Rex, brytyjski wokalista i kompozytor Marc Bolan
- Powstał zespół The B-52’s
- Powstał zespół Crass
- Powstał zespół Def Leppard
- Powstał zespół Dire Straits
- Powstał zespół INXS
- Powstał zespół KSU
- Powstał zespół Whitesnake
- Powstał zespół No Romance in China, później znany jako Depeche Mode

## Urodzili się
- 1 stycznia – Gerard Smith, amerykański muzyk, basista grupy TV on the Radio (zm. 2011)
- 6 stycznia – Tom Boxer, rumuński DJ, kompozytor i producent muzyczny
- 7 stycznia – Martin Kearns, angielski perkusista metalowy, muzyk grupy Bolt Thrower (zm. 2015)
- 9 stycznia – Adam Asanov, polski piosenkarz, autor tekstów i kompozytor zespołu Piersi
- 19 stycznia – Nicole, chilijska piosenkarka, autorka tekstów, gitarzystka i prezenterka telewizyjna
- 21 stycznia – Rafał Malicki, polski producent muzyczny, kompozytor, realizator dźwięku; lider electro popowego duetu Mosqitoo
- 24 stycznia – Vienio, właśc. Piotr Więcławski, polski wykonawca hip-hopowy, raper
- 1 lutego – Karolina Kozak, polska piosenkarka, autorka tekstów, prezenterka radiowa i telewizyjna
- 2 lutego – Shakira, kolumbijska piosenkarka muzyki pop
- 3 lutego – Daddy Yankee, portorykański raper
- 8 lutego
  - Dave Farrell, amerykański basista rockowy, muzyk zespołu Linkin Park
  - Svala Björgvinsdóttir, islandzka piosenkarka
- 11 lutego – Mike Shinoda, amerykański raper, piosenkarz, multiinstrumentalista zespołu Linkin Park, lider zespołu Fort Minor
- 14 lutego – Marcin Górny, polski klawiszowiec, realizator dźwięku, producent muzyczny; muzyk zespołu Poluzjanci
- 17 lutego – Nashawn Breedlove, amerykański aktor i raper (zm. 2023)
- 19 lutego
  - Vittorio Grigolo, włoski śpiewak operowy (tenor)
  - Dani Martín, hiszpański piosenkarz
- 21 lutego – Jarosław Bręk, polski śpiewak operowy (bas-baryton), pedagog (zm. 2023)
- 24 lutego – Elżbieta Mrożek-Loska, polska altowiolistka i pedagog
- 28 lutego – Jason Aldean, amerykański muzyk country
- 2 marca – Ǵoko Taneski, macedoński piosenkarz
- 3 marca
  - Ewa Biegas, polska śpiewaczka operowa (sopran), pedagog
  - Tomasz Kałwak, polski pianista, klawiszowiec, aranżer, producent muzyczny, kompozytor, pedagog
- 4 marca – Jeremiah Green, amerykański perkusista rockowy, muzyk zespołu Modest Mouse (zm. 2022)
- 6 marca – Bubba Sparxxx, amerykański raper
- 7 marca – Bartosz Kowalski, polski kompozytor, aranżer, instrumentalista i pedagog
- 8 marca – Wilku, właśc. Robert Kwiatkowski, polski raper
- 9 marca – Michał Moc, polski kompozytor
- 10 marca
  - Robin Thicke, amerykański piosenkarz, autor tekstów, producent muzyczny i aktor
  - Jorn van Deynhoven, holenderski DJ i producent muzyczny
- 11 marca – Sokół, polski raper, przedsiębiorca i dziennikarz muzyczny
- 12 marca
  - Ben Kenney, amerykański basista, muzyk zespołu Incubus
  - Maciej Żołnowski, polski kompozytor, publicysta, pisarz
- 13 marca – Iza Kowalewska, polska piosenkarka i autorka tekstów
- 14 marca – Ida Corr, duńska piosenkarka
- 16 marca – Richard Swift(inne języki), amerykański basista i producent muzyczny, członek zespołu The Black Keys (zm. 2018)
- 22 marca – Rafał Bartmiński, polski śpiewak operowy (tenor)
- 30 marca – Anna Świątczak, polska wokalistka pop
- 31 marca – Tomasz Kamiński, polski muzyk bluesowy, blues-rockowy, funkowy; harmonijkarz, pedagog i producent muzyczny
- 3 kwietnia – Hussein Fatal, amerykański raper (zm. 2015)
- 4 kwietnia – Jari Kuokkanen(inne języki), fiński perkusista zespołu Teräsbetoni
- 7 kwietnia – Paweł Sęk, polski producent, kompozytor i reżyser dźwięku
- 9 kwietnia – Gerard Way, amerykański wokalista
- 10 kwietnia – Przemysław Lechowski, polski pianista klasyczny
- 12 kwietnia – Marián Čekovský, słowacki piosenkarz, kompozytor i komik
- 18 kwietnia – Adrian Claudiu Sână(inne języki), rumuński piosenkarz, DJ i producent muzyczny
- 23 kwietnia
  - Arash, właśc. Alex Arash Labaf, irańsko-szwedzki piosenkarz i producent muzyczny
  - Wojciech Rodek, polski dyrygent
- 25 kwietnia
  - Anna Blomberg-Gahan, polska wokalistka rockowa, kompozytor i dziennikarka muzyczna
  - Paavo Siljamäki, fiński DJ i producent muzyczny, członek zespołu Above & Beyond
  - Konstandinos Christoforu, cypryjski piosenkarz i kompozytor
  - Naomy(inne języki), rumuńska piosenkarka, autorka tekstów i aktorka (zm. 2024)
- 26 kwietnia – Jonathan Ollivier(inne języki), brytyjski tancerz (zm. 2015)
- 2 maja – Therese Grankvist(inne języki), szwedzka piosenkarka i autorka tekstów
- 10 maja – Siergiej Nakariakow, rosyjski wirtuoz trąbki
- 12 maja – Michał „Joka” Marten, polski raper, członek zespołu Kaliber 44 (zm. 2025)
- 14 maja – Nick Talbot, brytyjski wokalista i autor piosenek, muzyk zespołu Gravenhurst (zm. 2014)
- 17 maja – Aleksandra Gryka, polska kompozytorka
- 19 maja – Natalia Oreiro, urugwajska aktorka, piosenkarka i projentkantka
- 1 czerwca – Richard Krajčo, czeski aktor, piosenkarz i muzyk zespołu Kryštof
- 2 czerwca – Kasia Stankiewicz, polska wokalistka i autorka tekstów
- 5 czerwca – Ferid Lakhdar, polski instrumentalista, wokalista, kompozytor i producent muzyczny
- 7 czerwca – Łukasz Kluczniak, polski saksofonista jazzowy, kompozytor i aranżer
- 8 czerwca – Kanye West, Amerykański raper, producent i autor tekstów
- 10 czerwca – Adam „Nergal” Darski, polski muzyk blackened death metalowy, założyciel zespołu Behemoth i Me And That Man
- 11 czerwca – Paul Kalkbrenner, niemiecki DJ i producent muzyczny
- 12 czerwca – Kenny Wayne Shepherd, amerykański muzyk, gitarzysta bluesowy
- 14 czerwca – Haiducii, rumuńska piosenkarka, modelka i aktorka
- 17 czerwca – Dominik Połoński, polski wiolonczelista i pedagog (zm. 2018)
- 18 czerwca – Du Yun, amerykańska kompozytorka i pianistka pochodzenia chińskiego
- 22 czerwca – Mike Alexander, brytyjski gitarzysta basowy (zm. 2009)
- 23 czerwca – Jason Mraz, amerykański piosenkarz i autor tekstów
- 25 czerwca – Edyta Golec, polska altowiolistka i wokalistka, współtworzy zespół Golec uOrkiestra
- 26 czerwca – Johan Niemann, szwedzki basista i gitarzysta metalowy
- 28 czerwca – Mark Stoermer, amerykański gitarzysta basowy, muzyk grupy The Killers
- 4 lipca – Orri Páll Dýrason, islandzki muzyk, perkusista Sigur Rós
- 7 lipca
  - Gabriel Collet, francuski perkusista, kompozytor i aranżer
  - Bartek Kapłoński, polski muzyk, kompozytor, autor tekstów, realizator dźwięku
- 11 lipca – Goapele, amerykańska piosenkarka soul i R&B
- 13 lipca – Merwan Rim, francuski piosenkarz
- 15 lipca
  - Hanna Holeksa, polska pianistka, pedagog
  - Ray Toro, amerykański gitarzysta zespołu My Chemical Romance
- 17 lipca – Justyna Majkowska, polska wokalistka
- 24 lipca
  - Serkan Kaya, turecki piosenkarz, autor tekstów i kompozytor
  - Marija Maksakowa-Igenbergs, rosyjska-niemiecka solistka operowa i polityk
- 30 lipca – Paw Lagermann, duński muzyk zespołu Infernal
- 1 sierpnia
  - Isam Bachiri, duński wokalista zespołu Outlandish
  - Double K, amerykański raper, członek duetu People Under the Stars (zm. 2021)
- 4 sierpnia – Ołeksandr Szymko, ukraiński kompozytor i pianista
- 7 sierpnia
  - Aleksandra Kurzak, polska śpiewaczka operowa (sopran)
  - Grzegorz Stępień, polski gitarzysta basowy
- 17 sierpnia
  - Tarja Turunen, fińska wokalistka i śpiewaczka operowa (sopran liryczny)
  - Natasza Urbańska, polska aktorka telewizyjna i teatralno-musicalowa, piosenkarka i tancerka
- 19 sierpnia – Takahiro Yamada, japoński piosenkarz i basista
- 23 sierpnia
  - Alenka Gotar, słoweńska sopranistka
  - Agata Igras, polska flecistka, doktor habilitowana sztuk muzycznych
  - Jelena Rozga, chorwacka piosenkarka i tancerka
- 24 sierpnia
  - Jarkko Ahola, fiński wokalista i basista zespołu Teräsbetoni
  - Michał Łaszewicz, polski chórmistrz, kompozytor, dyrygent i aranżer, nauczyciel akademicki
- 28 sierpnia – Arve Isdal, norweski muzyk metalowy, kompozytor i instrumentalista, a także producent muzyczny
- 30 sierpnia – Jorgos Kolias, grecki muzyk metalowy, kompozytor, wokalista i multiinstrumentalista
- 2 września
  - Sam Rivers, amerykański basista, członek zespołu Limp Bizkit
  - Elica Todorowa, bułgarska perkusjonalistka i piosenkarka
- 3 września – Shonka Dukureh, amerykańska aktorka i wokalistka bluesowa (zm. 2022)
- 7 września – Fedde le Grand, holenderski DJ i producent muzyczny
- 9 września – Pih, polski raper
- 11 września – Adrian Wieczorek, polski klawiszowiec zespołu Łzy
- 12 września
  - Marina Popławska, rosyjska śpiewaczka operowa (sopran)
  - Idan Raichel, izraelski piosenkarz, kompozytor i autor tekstów
- 13 września – Fiona Apple, amerykańska wokalistka jazzowa, kompozytorka oraz autorka tekstów
- 15 września – Angela Aki, japońska piosenkarka, autorka tekstów, kompozytorka i pianistka
- 19 września – Ryan Dusick, amerykański muzyk i perkusista
- 20 września – Namie Amuro, japońska piosenkarka, tancerka, projektantka mody, aktorka i biznesmenka
- 23 września – Rachael Yamagata, amerykańska wokalistka folk rockowa, kompozytorka oraz autorka tekstów, pianistka i gitarzystka
- 25 września
  - Łukasz Borowicz, polski dyrygent, laureat Paszportu „Polityki”
  - Dominika Kurdziel, polska piosenkarka, autorka tekstów, kompozytorka, producentka muzyczna i aktorka
- 30 września – Nick Curran, amerykański gitarzysta i wokalista rockowy i bluesowy (zm. 2012)
- 2 października – Redrama, fiński raper
- 5 października – Vincenzo Luvineri, amerykański raper oraz MC znany jako Vinnie Paz
- 8 października – Erna Siikavirta, fińska pianistka i klawiszowiec
- 12 października – Katarzyna Głowicka, polska kompozytorka muzyki poważnej
- 18 października – Dr Yry, polski piosenkarz, muzyk, kompozytor i aktor
- 21 października – Tugan Sochijew, rosyjski dyrygent pochodzenia osetyjskiego
- 25 października – Paweł Dobrowolski, polski perkusista, muzyk sesyjny, pedagog
- 29 października – Aistė Smilgevičiūtė, litewska piosenkarka
- 3 listopada – Jane Monheit, amerykańska wokalistka jazzowa
- 6 listopada – Michał Kielak, polski muzyk bluesowy, harmonijkarz
- 11 listopada – Dawid Krzykała, polski muzyk, perkusista zespołu Łzy
- 16 listopada – Marcin Stańczyk, polski kompozytor, prawnik, teoretyk muzyki, profesor sztuk muzycznych
- 21 listopada – Mariusz Patyra, polski skrzypek
- 30 listopada – Steve Aoki, amerykański DJ i producent muzyczny
- 5 grudnia – Michael Patrick Kelly, irlandzko-amerykański piosenkarz, autor tekstów, muzyk i kompozytor
- 7 grudnia – Dominic Howard, brytyjski perkusista zespołu Muse
- 12 grudnia – Remady, szwajcarski DJ i producent muzyczny
- 13 grudnia – Lauri Porra, fiński basista rockowy
- 18 grudnia
  - Sir Bob Cornelius Rifo, właśc. Simone Cogo, włoski producent muzyki elektronicznej, DJ, fotograf, założyciel The Bloody Beetroots
  - Axwell, szwedzki DJ i producent muzyczny
- 19 grudnia – Elisa Toffoli, włoska piosenkarka i kompozytorka
- 20 grudnia
  - Robert Kubiszyn, polski kontrabasista i basista jazzowy, kompozytor, aranżer i producent muzyczny
  - Simo Santapukki, fiński perkusista zespołu Apulanta
- 28 grudnia
  - LaShawn Daniels, amerykański autor piosenek (zm. 2019)
  - Kery James, francuski raper, piosenkarz, tancerz i producent muzyczny
- 31 grudnia – Psy, południowokoreański raper, piosenkarz, tancerz i producent muzyczny

## Zmarli
- 2 stycznia – Erroll Garner, amerykański pianista i kompozytor jazzowy (ur. 1921)
- 8 stycznia – Adam Wysocki, polski piosenkarz i aktor estradowy (ur. 1905)
- 15 stycznia – Riho Päts, estoński kompozytor i pedagog (ur. 1899)
- 15 lutego – Lūcija Garūta, łotewska pianistka, poetka, kompozytorka (ur. 1902)
- 22 lutego – Harold Byrns, niemiecki dyrygent (ur. 1903)
- 5 marca – Moses Pergament, szwedzki kompozytor, dyrygent i krytyk muzyczny pochodzenia fińskiego (ur. 1893)
- 10 marca – E. Power Biggs, amerykański organista pochodzenia brytyjskiego (ur. 1906)
- 14 marca – Gyula Dávid, węgierski kompozytor muzyki poważnej (ur. 1913)
- 22 marca – Witold Friemann, polski kompozytor, pianista, dyrygent i pedagog (ur. 1889)
- 30 marca – Łew Rewucki, ukraiński kompozytor, pedagog (ur. 1889)
- 8 kwietnia – Stefania Turkewycz-Łukijanowycz, ukraińska kompozytorka, pianistka, muzykolog i pedagog (ur. 1898)
- 27 kwietnia – Scott Bradley, amerykański kompozytor, pianista i dyrygent (ur. 1891)
- 9 maja – Walter Kraft, niemiecki kompozytor i organista (ur. 1905)
- 15 maja – Janusz Bułhak, polski kompozytor i fotografik (ur. 1906)
- 23 maja – Wiktor Osiecki, polski pianista i kompozytor, kierownik muzyczny warszawskich teatrów (ur. 1905)
- 30 maja – Paul Desmond, amerykański saksofonista jazzowy (ur. 1924)
- 6 lipca
  - Henryk Gold, polski muzyk i kompozytor muzyki rozrywkowej pochodzenia żydowskiego, pionier polskiego jazzu (ur. 1899)
  - Ödön Pártos, izraelski kompozytor, skrzypek, altowiolista i pedagog pochodzenia węgierskiego (ur. 1907)
- 12 lipca – Fritz Heinrich Klein, austriacki kompozytor operowy (ur. 1892)
- 17 lipca
  - Witold Małcużyński, polski pianista (ur. 1914)
  - Gerhard Zeggert, niemiecki muzyk kościelny, organista, dyrygent i kompozytor (ur. 1896)
- 26 lipca – Hans-Otto Borgmann, niemiecki kompozytor muzyki filmowej (ur. 1901)
- 16 sierpnia – Elvis Presley, amerykański piosenkarz (ur. 1935)
- 17 sierpnia – Petros Petridis, grecki kompozytor (ur. 1892)
- 1 września
  - Henryk Wars, polski i amerykański kompozytor (ur. 1902)
  - Ethel Waters, afroamerykańska wokalistka bluesowa i jazzowa oraz aktorka (ur. 1896)
- 6 września – Paul Burkhard, szwajcarski kompozytor, pianista i dyrygent (ur. 1911)
- 13 września – Leopold Stokowski, amerykański dyrygent polskiego pochodzenia (ur. 1882)
- 16 września
  - Marc Bolan, brytyjski wokalista, gitarzysta i tekściarz zespołu Tyrannosaurus Rex (ur. 1947)
  - Maria Callas, włoska śpiewaczka operowa (sopran) (ur. 1923)
- 14 października
  - Bing Crosby, pieśniarz i aktor (ur. 1903)
  - Zygmunt Dygat, polski pianista (ur. 1894)
- 21 października – Ferit Tüzün, turecki kompozytor i dyrygent (ur. 1929)
- 23 października
  - Victor Hugo Díaz, argentyński kompozytor i muzyk tanga (ur. 1927)
  - Hugh Tracey, południowoafrykański etnomuzykolog (ur. 1903)
- 5 listopada – Guy Lombardo, kanadyjski skrzypek i kierownik orkiestry rozrywkowej (ur. 1902)
- 15 listopada – Richard Addinsell, brytyjski kompozytor (ur. 1904)
- 20 listopada – Anna Walewska, polska rzeźbiarka, aktorka teatralna oraz śpiewaczka operowa i operetkowa (ur. 1892)
- 22 listopada – Zdzisław Górzyński, polski dyrygent (ur. 1895)
- 25 listopada – Matija Bravničar, słoweński kompozytor (ur. 1897)
- 29 listopada – Aleksandr Czeriepnin, rosyjski kompozytor, pianista i dyrygent (ur. 1899)
- 5 grudnia – Rahsaan Roland Kirk, amerykański multiinstrumentalista jazzowy (ur. 1935)
- 16 grudnia – Thomas Schippers, amerykański dyrygent (ur. 1930)
- 22 grudnia
  - Johann Nepomuk David, austriacki kompozytor (ur. 1895)
  - Lotte Schöne, austriacka śpiewaczka operowa (sopran) (ur. 1891)
- 25 grudnia – Charlie Chaplin, brytyjski aktor i reżyser okresu kina niemego, później także filmów udźwiękowionych; producent, scenarzysta i kompozytor muzyki filmowej (ur. 1889)
- 26 grudnia – Zygmunt Wiehler, polski kompozytor i dyrygent (ur. 1890)
- 31 grudnia – Maria Janowska-Kopczyńska, polska śpiewaczka operowa i operetkowa (sopran, mezzosopran) oraz reżyserka operowa (ur. 1890)

## Albumy

### polskie
- Aktor – 2 plus 1
- Szalona lokomotywa – Marek Grechuta
- Zawsze gdzieś czeka ktoś – Anna Jantar
- Latawce porwał wiatr – Jacek Lech
- Ze słowem biegnę do ciebie – SBB
- Szanujmy wspomnienia – Skaldowie
- Stworzenia świata część druga – Skaldowie
- Moja muzyka – Zdzisława Sośnicka
- Nie ma miłości bez zazdrości – Violetta Villas

### zagraniczne
- Beautiful Memories – Bing Crosby
- Bingo Viejo – Bing Crosby
- Seasons – Bing Crosby
- Intakes – Ricky Nelson i Stone Canyon Band
- The Best of British – Perry Como
- Let There Be Rock – AC/DC
- I Robot – The Alan Parsons Project
- Björk – Björk
- Blondie – Blondie
- The Clash – The Clash
- Death of a Ladies’ Man – Leonard Cohen (13 listopada)
- My Aim Is True – Elvis Costello
- Two Sevens Clash – Culture
- Damned, Damned, Damned – The Damned
- Black Beauty: Miles Davis at Fillmore West – Miles Davis
- Out of the Blue – Electric Light Orchestra
- Rumours – Fleetwood Mac
- Oxygène – Jean-Michel Jarre
- Seconds Out – Genesis
- Leftoverture – Kansas
- The Point of Know Return – Kansas
- Love Gun – KISS
- Alive II – KISS
- Exodus – Bob Marley
- Motörhead – Motörhead
- Animals – Pink Floyd
- News of the World – Queen
- Mirage – Klaus Schulze
- Body Love – Klaus Schulze
- Body Love 2 – Klaus Schulze
- Never Mind the Bollocks, Here’s the Sex Pistols – Sex Pistols
- No More Heroes – The Stranglers
- Rattus Norvegicus – The Stranglers
- Encore – Tangerine Dream
- Bad Reputation – Thin Lizzy
- Lights Out – UFO
- Going for the One – Yes
- American Stars ’n Bars – Neil Young
- Decade – Neil Young

## Muzyka poważna
- 5. Międzynarodowy Konkurs Pianistyczny im. Van Cliburna
- Powstaje Curriculum Vitae Lukasa Fossa
- Powstaje Music for Six Lukasa Fossa

## Film muzyczny
- ABBA. Film (oryg. ABBA: The Movie) fabularyzowany film dokumentalny z trasy koncertowej po Australii szwedzkiej grupy ABBA
- Gorączka sobotniej nocy (oryg. Saturday Night Fever) gł. rola John Travolta, ścieżka dźwiękowa m.in. Bee Gees

## Nagrody
- Konkurs Piosenki Eurowizji 1977
  - „L’oiseau et l’enfant”, Marie Myriam